# Jean-Pierre Grand
Jean-Pierre Grand, né le 18 novembre 1950 à Montpellier (Hérault), est un homme politique français, membre du parti Horizons.
Il est maire de Castelnau-le-Lez de 1983 à 2017 et sénateur de l'Hérault depuis 2014.

## Biographie

### Député
Jean-Pierre Grand est un ancien collaborateur de Jacques Chaban-Delmas, qui est son mentor en politique. Il est élu député en 2002. En 2006, il est proche d'Alain Juppé et de Michèle Alliot-Marie.
Pour l'élection présidentielle de 2007, Jean-Pierre Grand, fidèle chiraquien et villepiniste déclaré, a affiché son soutien à une possible candidature de Dominique de Villepin, préféré par Jacques Chirac au candidat déclaré Nicolas Sarkozy. Dominique de Villepin a accordé à Jean-Pierre Grand une visite officielle le 8 décembre 2006 à Castelnau-le-Lez, commune dont il est le maire de 1983 à 2017.
Candidat à sa réélection en tant que député UMP, pour la XIIIe législature (2007-2012) dans la 3e circonscription de l'Hérault, il est réélu avec 56,70 % des suffrages au second tour face à la candidate du PS Christine Lazerges.
En décembre 2007, Jean-Pierre Grand est suspendu de l'UMP par Patrick Devedjian pour avoir déclaré que « c'est un devoir moral que de reconnaître l'apport culturel, économique et humain que les rapatriés ont apporté à l'Algérie, », contredisant un discours de Nicolas Sarkozy prononcé la veille à Alger.
Il est l'un des sept parlementaires de l'UMP à voter non à la réforme constitutionnelle lors du Congrès de Versailles du 21 juillet 2008.
Le 19 septembre 2011, il devient président de République solidaire, en remplacement de Dominique de Villepin. Le mouvement est mis en sommeil dès 2012 après l'échec de la candidature de l'ancien premier ministre à l'élection présidentielle.
Il est battu par la candidate socialiste Fanny Dombre-Coste lors des élections législatives de 2012.

### Sénateur
En avril 2014, Jean-Pierre Grand est réélu maire de Castelnau-le-Lez, puis en septembre, il est élu sénateur de l'Hérault.
En octobre 2015, s'opposant à la candidature de Dominique Reynié comme tête de liste Les Républicains pour l'élection régionale en Languedoc-Roussillon-Midi-Pyrénées, qu'il considère comme un « parachuté », il rejoint la liste de Philippe Saurel, candidat divers-gauche.
Il soutient Alain Juppé pour la primaire présidentielle des Républicains de 2016. Le 2 mars 2017, dans le cadre de l'affaire Fillon, il décide de ne plus soutenir François Fillon à l'élection présidentielle et parraine Alain Juppé,.
En raison de la loi sur le non-cumul des mandats, il doit choisir entre son mandat de maire de Castelnau-le-Lez et son mandat de sénateur : il choisit de conserver son mandat de sénateur et démissionne de son poste de maire le 20 septembre 2017. Son adjoint à l'urbanisme Frédéric Lafforgue est élu maire le 30 septembre,.
Jean-Pierre Grand annonce le 11 octobre 2019 sur France Bleu quitter Les Républicains. Il dénonce une « action commune » entre son parti et l'extrême droite. Il affiche également son soutien à Mohed Altrad, candidat sans étiquette aux élections municipales de 2020 à Montpellier.
Le 3 décembre 2019, Jean-Pierre Grand dépose un amendement dans le cadre de la proposition de loi relative à la lutte contre la haine sur internet. Cet amendement a pour objectif d'anonymiser les policiers, militaires ou agents de douanes, afin de les protéger de toute menace. Le texte propose de punir de 15 000 euros d'amende « la diffusion, par quelque moyen que ce soit et quel qu'en soit le support, de l'image des fonctionnaires de la police nationale, de militaires ou d'agents des douanes ». Cet amendement est jugé irrecevable et donc non débattu car non conforme à la Constitution en vertu de l'article 45 du règlement du Sénat,,. Cependant, le 9 décembre 2019, il fait le buzz sur les réseaux sociaux, à la suite d'un tweet de La Quadrature du Net du 9 décembre 2019, ; il suscite de vives réactions de personnalités et institutions aussi diverses que le journaliste David Dufresne, le secrétaire général du syndicat Alternative Police CFDT Denis Jacob, l'avocat de la Ligue des droits de l'homme Arié Halimi, le syndicat national des journalistes (SNJ). La principale critique adressée au texte est qu'il constitue une entrave à la liberté d’informer et un moyen d’empêcher la captation d’images de violences policières,. Cependant, le 12 décembre 2019, Jean-Pierre Grand déclare qu'il envisage de représenter cet amendement.
Le 9 octobre 2021, il est présent au Havre pour le lancement du parti Horizons fondé par l’ancien Premier ministre Édouard Philippe,.

## Mandats
- 13 mars 1977 au 5 mars 1983 : Membre du conseil municipal de la Cavalerie (Aveyron) ;
- 14 mars 1983 au 19 mars 1989 : Maire de Castelnau-le-Lez (Hérault) ;
- 1er janvier 1989 au 29 mars 1992 : Membre du Conseil général de l'Hérault ;
- 20 mars 1989 au 18 juin 1995 : Maire de Castelnau-le-Lez (Hérault) ;
- 23 mars 1992 au 15 mars 1998 : Membre du Conseil régional du Languedoc-Roussillon ;
- 30 mars 1992 au 22 mars 1998 : Membre du Conseil général de l'Hérault ;
- 19 juin 1995 au 18 mars 2001 : Maire de Castelnau-le-Lez (Hérault) ;
- 23 mars 1998 au 28 juin 2002 : Membre du Conseil général de l'Hérault ;
- Depuis 2002 : Membre de la Communauté d'agglomération de Montpellier ;
- 2008 au 30 septembre 2017 : Maire de Castelnau-le-Lez, Hérault ;
- Depuis 1er octobre 2014 : Sénateur de l'Hérault.